# Les Palmeres
Son Granada, dit també pel nom comercial Les Palmeres, és una urbanització al terme municipal de Llucmajor, Mallorca. Situada prop del cap Enderrocat, a 1,5 km de la costa, a la carretera del cap Blanc, entre les urbanitzacions de Cala Blava i Maioris Décima, dins terrenys de la possessió de Son Granada. La urbanització es va construir entre 1974 i 1975.